# طیف‌بینی پرتو ایکس
طیف‌بینی پرتو ایکس(به انگلیسی: X-ray spectroscopy) مجموعه ای از روش‌ها و تکنیک‌های طیف‌بینی جهت تجزیه و تحلیل ترکیبات در علم شیمی تجزیه است که در آن از اشعه ایکس برای این منظور استفاده می‌شود. به اعتقاد بسیاری ویلیام هنری براگ و ویلیام لورنس براگ از بنیانگذاران و پیشتازان در این روش بوده‌اند.